# Hawick
Hawick (gaélique écossais: Hamhaig) est une ville d'Écosse, située dans le council area des Scottish Borders et dans la région de lieutenance de Roxburgh, Ettrick and Lauderdale. De 1975 à 1996, elle était la capitale administrative du district de Roxburgh, au sein de la région des Borders. Elle est située à 85 km d'Édimbourg et à 562 km de Londres. La population de la ville s'élevait à 14 294 habitants en 2011.

## Histoire
Les environs d'Hawick présentent des traces de camps romains et bretons. Hawick s'est beaucoup développé au XIXe siècle, son industrie consistait alors en la fabrication des tweeds, des tapis et des tartans. Elle comptait près de 8 700 habitants dans les années 1880.

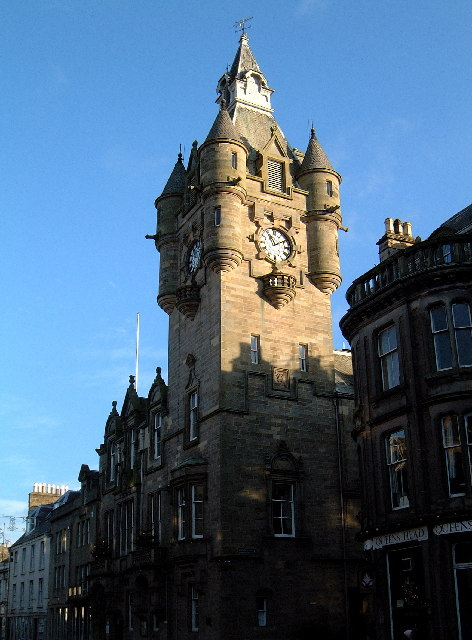
Hôtel de ville de Hawick

## Sport
Le club de rugby à XV de la ville, le Hawick RFC, évolue en Scottish Premiership Division 1. Le club a remporté le championnat écossais à 14 reprises ainsi que la Border League à 47 reprises.

## Autres
La ville de Hawick est jumelée avec Bailleul, Nord, France. Elle a été le siège de l'entreprise Barrie.